# Charles Camus
Charles Camus (état-civil inconnu) est un acteur français actif des années 1920 aux années 1950.

## Biographie
Malgré une carrière d'acteur de plus de trente ans dont une quarantaine de seconds rôles au cinéma essentiellement dans l'entre deux guerres, on ne connait pratiquement rien de Charles Camus dont on ignore même s'il s'agit de son véritable nom. On sait seulement qu'il habitait à La Varenne-Saint-Hilaire à la fin des années 1930. 
Il a beaucoup tourné dans des courts-métrages notamment avec Claude Autant-Lara. C'est d'ailleurs avec ce réalisateur qu'il interprètera un dernier rôle dans Le Blé en herbe. On perd définitivement sa trace après la sortie du film à l'écran en janvier 1954.

## Filmographie
- 1924 : L'Enfant des halles (film en 8 épisodes) de René Leprince : Le policier
- 1927 : La Grande Épreuve d'Alexandre Ryder et André Dugès : Alfred Bicard dit le Bouif
- 1930 : La place est bonne (court-métrage) de Roger Lion : M. Dutilleul
- 1931 : Monsieur le maréchal, de Carl Lamac : le maréchal
- 1931 : L'Agence immobilière, court-métrage d'André E. Chotin
- 1931 : Boule de gomme, court-métrage de Georges Lacombe : le chef de production
- 1931 : Par grande vitesse, court-métrage de Charles de Rochefort
- 1932 : Un client sérieux, court-métrage de Claude Autant-Lara
- 1932 : Invite Monsieur à dîner, court-métrage de Claude Autant-Lara
- 1932 : Le gendarme est sans pitié, court-métrage de Claude Autant-Lara
- 1932 : Monsieur le duc, court-métrage de Claude Autant-Lara : Trouille, le régisseur
- 1932 : Les Gaietés de l'escadron, de Maurice Tourneur : l'adjudant Flick
- 1933 : La Tête d'un homme, de Julien Duvivier : l'hôtelier
- 1933 : Ciboulette de Claude Autant-Lara : M. Grisart
- 1933 : Le Petit Roi de Julien Duvivier : le docteur Jacklow
- 1933 : Théodore et Cie, de Pierre Colombier
- 1933 : Gudule, court-métrage de Pierre-Jean Ducis
- 1934 : Volga en flammes, de Victor Tourjansky
- 1934 : Jeunesse, de Georges Lacombe : le père
- 1934 : Mam'zelle Spahi, de Max de Vaucorbeil : l'adjudant
- 1934 : Le Paquebot Tenacity, de Julien Duvivier : le régisseur
- 1934 : Tartarin de Tarascon, de Raymond Bernard
- 1935 : L'Équipage, d'Anatole Litvak
- 1935 : Les Sœurs Hortensias, de René Guissart
- 1936 : La Course à la vertu, de Maurice Gleize
- 1936 : J'arrose mes galons, de René Pujol et Jacques Darmont
- 1936 : Match nul, court-métrage de Maurice Gleize
- 1937 : L'Amour veille, de Henry Roussel : le commandant
- 1944 : Cécile est morte, de Maurice Tourneur : Léopold, le réceptionniste à la P.J.
- 1947 : Antoine et Antoinette, de Jacques Becker : le patron du bureau de tabac
- 1948 : Croisière pour l'inconnu, de Pierre Montazel : un actionnaire
- 1949 : Du Guesclin, de Bernard de Latour
- 1949 : Manon, de Henri-Georges Clouzot : le vieux monsieur
- 1949 : Rendez-vous de Juillet, de Jacques Becker : M. Bonnard (le père de Lucien)
- 1952 : Paris chante toujours, de Pierre Montazel
- 1954 : Le blé en herbe, de Claude Autant-Lara : l'estivant